# Anarthriaceae
Anarthriaceae – rodzina roślin jednoliściennych z rzędu wiechlinowców wyróżniana w różnych systemach klasyfikacyjnych. W systemie APG IV z 2016 należące tu rośliny włączone zostały do rodziny rześciowatych Restionaceae. Należą tu 3 rodzaje z 11 gatunkami występującymi w zachodniej Australii. Rośliny zielne, bardzo zróżnicowane morfologicznie. Są rozdzielnopłciowe, pędy rozgałęziają się. Kwiaty niewielkie, zebrane w groniaste kwiatostany. Rodzaje Hopkinsia i Lyginia mają liście zredukowane do łusek, pod skórką łodygi znajduje się miękisz asymilacyjny. W rodzaju Anarthria liście są wydłużone, języczkowe z liściowatą pochwą. 

## Systematyka
Podział rodziny na rodzaje według Vascular Plants Families and Genera
- Anarthria R. Brown
- Hopkinsia W.Fitzg.
- Lyginia R. Brown